# 984 Gretia
984 Gretia је астероид главног астероидног појаса са пречником од приближно 31,91 .
Афел астероида је на удаљености од 3,354 астрономских јединица (АЈ) од Сунца, а перихел на 2,254 АЈ. 
Ексцентрицитет орбите износи 0,196, инклинација (нагиб) орбите у односу на раван еклиптике 9,085 степени, а орбитални период износи 1715,672 дана (4,697 године). 
Апсолутна магнитуда астероида је 9,03 а геометријски албедо 0,423.
Астероид је откривен 27. августа 1922. године.